# Basentriplett
Ein Basentriplett besteht aus drei aufeinanderfolgenden Nukleobasen einer Nukleinsäure. Damit wird in der Biochemie und Molekularbiologie ein Triplett der Basensequenz in der Sequenz von Nukleotiden eines DNA- oder RNA-Stranges bezeichnet, das ein Codon darstellen kann.
Die spezifische Abfolge der Basen in einem Triplett stellt die kleinste bedeutungstragende Einheit des genetischen Codes dar, ein Codon. Da an jeder der drei Positionen eines Tripletts jeweils eine von vier unterschiedlichen Nukleobasen auftritt, ergeben sich 43 = 64 Kombinationsmöglichkeiten (als Variation mit Wiederholung) für drei aufeinanderfolgende Basen und somit 64 Codons. In der Basensequenz einer Nukleinsäure kann ein bestimmtes Basentriplett als Startcodon (z. B. AUG) den Beginn, beziehungsweise ein bestimmtes anderes Basentriplett als Stopcodon (z. B. UAA) das Ende eines codierenden Nukleinsäureabschnitts darstellen. Innerhalb des damit bestimmten offenen Leserahmens codiert dann jeweils ein Basentriplett für eine Aminosäure, entsprechend dem genetischen Code.
In einem Leserahmen wird die Sequenz der Basen von Nukleotiden in bestimmter Leserichtung (5'→3') mit gleichem Leseraster in nicht überlappenden Dreierschritten – den Tripletts – abgelesen. Derart wird an den Ribosomen bei der Translation dem Codon eines Basentripletts der mRNA durch Basenpaarung das komplementäre Anticodon des Basentripletts einer tRNA zugeordnet und darüber je eine spezifische Aminosäure. Auf diese Weise wird eine bestimmte Nukleotidsequenz der Nukleinsäure übersetzt in eine bestimmte Aminosäuresequenz der gebildeten Polypeptidkette und bestimmt so die Primärstruktur eines Proteins.
Im Doppelstrang der DNA wird jener Strang, dessen Abschnitt einzelsträngig als Matrize für das RNA-Transkript dient, jeweils als Matrizenstrang, nicht-codierender oder auch codogener Strang bezeichnet. Dessen zum Basentriplett eines Codons komplementären Basentripletts werden Codogene genannt. Der andere, nicht als Matrize dienende Strang der DNA wird Nichtmatrizenstrang, nichtcodogen oder auch „codierend“ genannt, da seine Basensequenz der des codierenden RNA-Transkripts gleicht.
Die von (nukleärer) DNA im Kern (Nukleus) menschlicher Zellen transkribierte mRNA wird nach dem sogenannten Standard Code translatiert; der für die DNA in den Mitochondrien gültige Code weicht hiervon geringfügig ab (siehe mitochondriale DNA). Daneben sind über zwei Dutzend weitere Varianten des genetischen Codes bekannt.
- Standard Code (Translations-Tabelle 1):

```
 Base1  = UUUUUUUUUUUUUUUUCCCCCCCCCCCCCCCCAAAAAAAAAAAAAAAAGGGGGGGGGGGGGGGG
 Base2  = UUUUCCCCAAAAGGGGUUUUCCCCAAAAGGGGUUUUCCCCAAAAGGGGUUUUCCCCAAAAGGGG
 Base3  = UCAGUCAGUCAGUCAGUCAGUCAGUCAGUCAGUCAGUCAGUCAGUCAGUCAGUCAGUCAGUCAG
 Stops  = ----------**--*-------------------------------------------------
    
AS
  = FFLLSSSSYY**CC*WLLLLPPPPHHQQRRRRIIIMTTTTNNKKSSRRVVVVAAAADDEEGGGG
```

| UUU | Phenylalanin (Phe) |
| UUC | Phenylalanin (Phe) |
| UUA | Leucin (Leu)       |
| UUG | Leucin (Leu)       |

| UCU | Serin (Ser) |
| UCC | Serin (Ser) |
| UCA | Serin (Ser) |
| UCG | Serin (Ser) |

| UAU | Tyrosin (Tyr) |
| UAC | Tyrosin (Tyr) |
| UAA | Stop          |
| UAG | Stop          |

| UGU | Cystein (Cys)    |
| UGC | Cystein (Cys)    |
| UGA | Stop*            |
| UGG | Tryptophan (Trp) |

| CUU | Leucin (Leu) |
| CUC | Leucin (Leu) |
| CUA | Leucin (Leu) |
| CUG | Leucin (Leu) |

| CCU | Prolin (Pro) |
| CCC | Prolin (Pro) |
| CCA | Prolin (Pro) |
| CCG | Prolin (Pro) |

| CAU | Histidin (His) |
| CAC | Histidin (His) |
| CAA | Glutamin (Gln) |
| CAG | Glutamin (Gln) |

| CGU | Arginin (Arg) |
| CGC | Arginin (Arg) |
| CGA | Arginin (Arg) |
| CGG | Arginin (Arg) |

| AUU | Isoleucin (Ile)  |
| AUC | Isoleucin (Ile)  |
| AUA | Isoleucin (Ile)  |
| AUG | Methionin (Met)* |

| ACU | Threonin (Thr) |
| ACC | Threonin (Thr) |
| ACA | Threonin (Thr) |
| ACG | Threonin (Thr) |

| AAU | Asparagin (Asn) |
| AAC | Asparagin (Asn) |
| AAA | Lysin (Lys)     |
| AAG | Lysin (Lys)     |

| AGU | Serin (Ser)   |
| AGC | Serin (Ser)   |
| AGA | Arginin (Arg) |
| AGG | Arginin (Arg) |

| GUU | Valin (Val) |
| GUC | Valin (Val) |
| GUA | Valin (Val) |
| GUG | Valin (Val) |

| GCU | Alanin (Ala) |
| GCC | Alanin (Ala) |
| GCA | Alanin (Ala) |
| GCG | Alanin (Ala) |

| GAU | Asparaginsäure (Asp) |
| GAC | Asparaginsäure (Asp) |
| GAA | Glutaminsäure (Glu)  |
| GAG | Glutaminsäure (Glu)  |

| GGU | Glycin (Gly) |
| GGC | Glycin (Gly) |
| GGA | Glycin (Gly) |
| GGG | Glycin (Gly) |

## Geschichte
Francis Crick konnte 1961 zeigen, dass der genetische Code auf Tripletts aufgebaut ist.